# Kirche zum Heilsbronnen

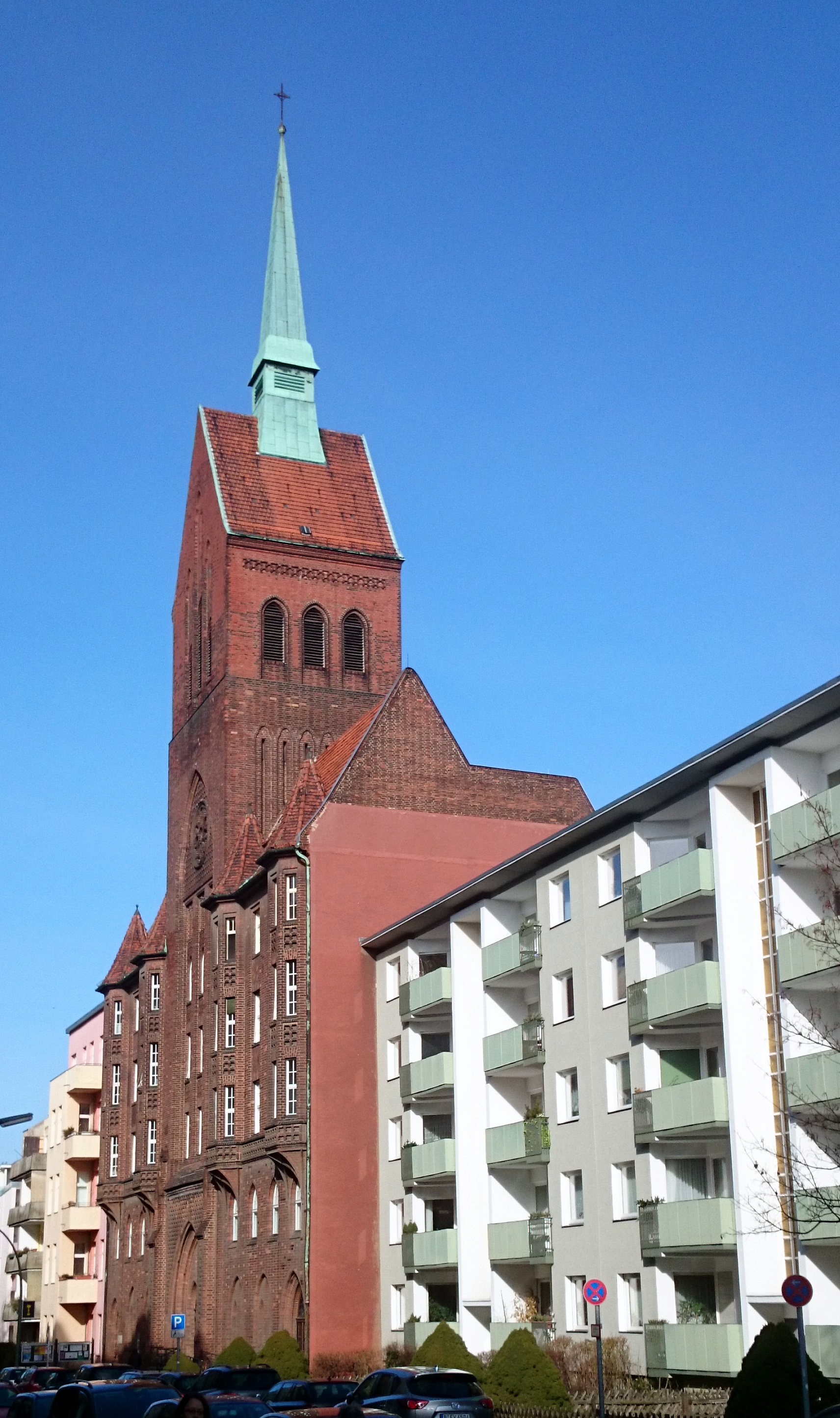
Kirche zum Heilsbronnen

Die evangelische Kirche zum Heilsbronnen im Berliner Ortsteil Schöneberg wurde 1910–1912 nach Plänen des Architekten Ernst Deneke errichtet. Nach starken Brandschäden im Kriegsjahr 1943 konnte sie bis 1956 wiederaufgebaut und erneut eingeweiht werden. Die Kirche steht unter Denkmalschutz.

## Geschichte
Etwa zwischen 1890 und 1914 entstand als Wohngegend für gehobene Schichten das heutige Bayerische Viertel. Die kirchliche Versorgung durch die Dorfkirche Schöneberg allein reichte nicht mehr aus. Zunächst wurde die Zwölf-Apostel-Kirche gebaut, dann die Apostel-Paulus-Kirche und schließlich neben der Dorfkirche 1910 die Paul-Gerhardt-Kirche.
Nachdem die Königin-Luise-Gedächtniskirche auf dem Gustav-Müller-Platz vollendet war, errichtete Architekt Ernst Deneke nach einem gewonnenen Architektenwettbewerb die neugotische Kirche zum Heilsbronnen. Am 26. September 1911 erfolgte die Grundsteinlegung für Kirche und Gemeindehaus auf dem letzten freien Grundstück (Heilbronner Straße 20), am 22. Dezember 1912 die Einweihung der Kirche. 1913 wurde die Gemeinde durch die Abtrennung von Schöneberg selbstständig. Das für 160.000 Mark erworbene Grundstück wurde ausgewählt, weil es „zwecks kirchlicher Versorgung des großen und vornehmen Viertels zwischen der Kaiser-Wilhelm-Gedächtnis-Kirche und der Apostel-Paulus-Kirche näher dem Viktoria-Luise-Platz gelegen war“. Durch Probebohrungen wurde festgestellt, „dass sich der Boden zu Kirchbauzwecken sowie zur Aufführung von Neubauten gut eignet“. Weil sich auf dem Wiesenstück zuvor eine Quelle befunden haben soll, kann dies bei der Namensgebung für die neue Kirche eine Rolle gespielt haben. Die Baukosten für die Kirche und das Gemeindehaus sollten 360.000 Mark (heute: rund 2.368.000 Euro) betragen, sie wurden aber um 34 Prozent überschritten. Von 1915 bis 1925 versah Otto Dibelius eine Pfarrstelle an der Kirche, seine erste in Berlin. In der Nacht vom 22. zum 23. November 1943 brannte die Kirche bis auf die Grundmauern nieder. Am 21. Dezember 1956 wurde der neue Kirchraum durch Bischof Dibelius in Anwesenheit des damaligen Bundespräsidenten Theodor Heuss wieder eingeweiht. Beim Wiederaufbau entstand im Innern ein moderner Neubau.

## Baubeschreibung
Die T-förmige neugotische Anlage besteht aus dem fünfgeschossigen Vorderhaus in geschlossener Bebauung mit Gemeinde- und Wohnräumen, in dessen Mittelteil sich das Portal mit der dahinterliegenden Eingangshalle zur Kirche befindet, worüber sich der 68 m hohe Turm erhebt. Die Kirche und das Vorderhaus grenzen bis zum dritten Geschoss aneinander. Die Gebäudeteile beidseitig des Mitteltraktes haben an den Außenachsen Erker, die turmbekrönt sind. Das rückwärtige Quergebäude enthält die einschiffige Saalkirche mit rechteckigem Chor. Der Mauerwerksbau ist mit rotbraunen Ziegeln verkleidet. Die Fassade ist symmetrisch, die Portalzone mit darüber liegendem Kaffgesims ist in der Mitte vorgezogen. Die obere Turmfront hat zwei Pfeilervorlagen und ist mit Blenden gegliedert. Das hohe Satteldach des Turmes mit Giebel zur Straße trägt einen schlanken Dachreiter.
Das Gemeindehaus war durch den Turm bis in das erste Obergeschoss geteilt. Der rechte Torwegeingang bildete den Zugang über den Hof in das erste Obergeschoss zu den Gemeindesälen und zur Orgel. Da das Orgelwerk bis zur vorderen Hausfront reichte, gab es damals keinen Durchgang in diesem Geschoss. Im zweiten bis vierten Obergeschoss befanden sich Dienstwohnungen über die ganze Breite des Hauses. In der Mitte zwischen den Turmwänden gab es in jedem Geschoss einen Saal von rund 60 m2. Das Haus war mit einem Fahrstuhl ausgestattet.

## Ausstattung

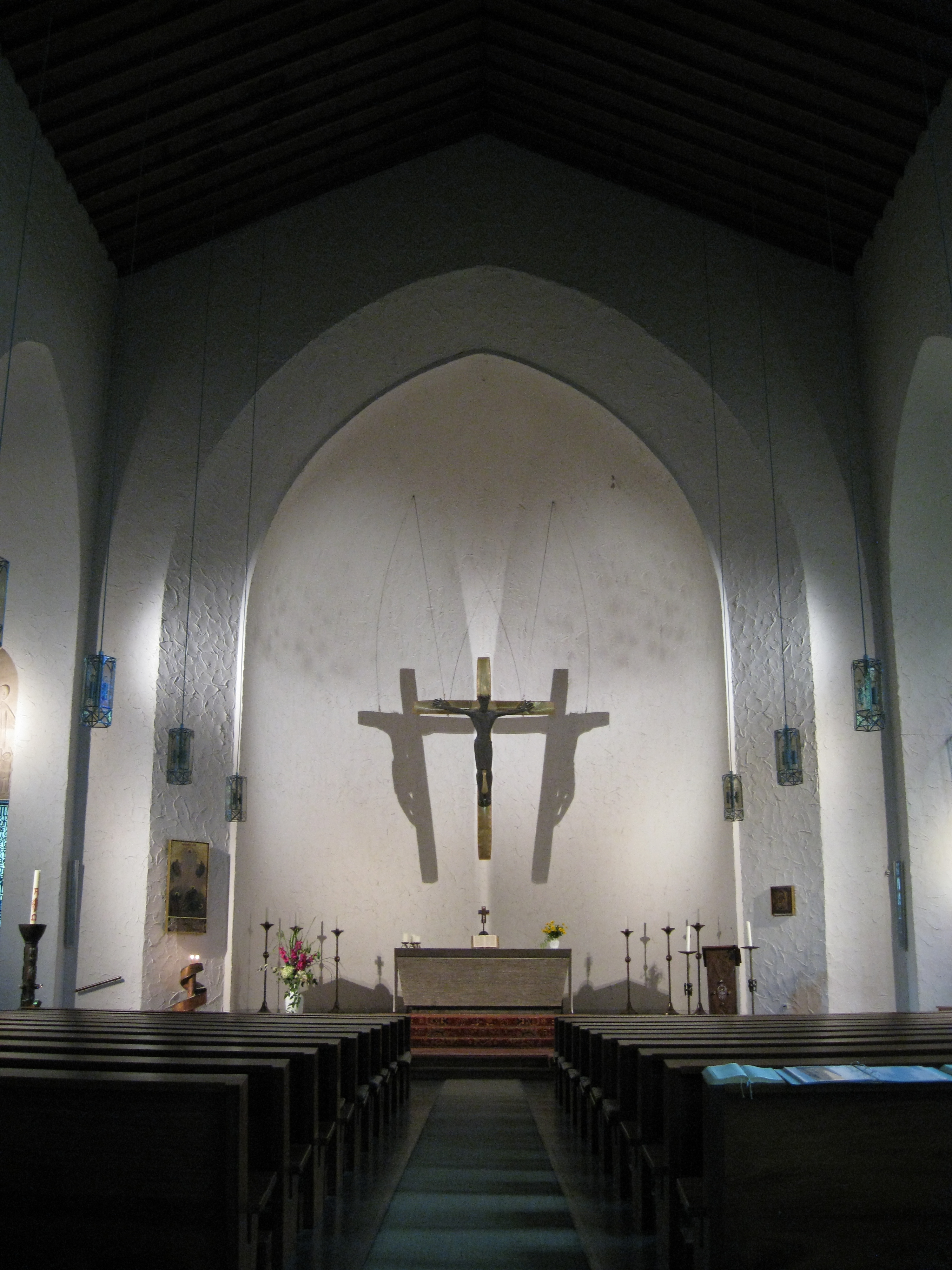
Altar

Wuchtige Säulen zieren die Vorhalle der Kirche, in der sich ein Gemälde des Malers Peter Thienhaus mit der Darstellung des Abendmahls befand. 1922 ließ die Kirchengemeinde an der linken Seite das Denkmal für die im Ersten Weltkrieg Gefallenen von Bildhauer Georges Morin aufstellen. Der Kirchenraum war relativ dunkel, nicht zuletzt wegen der Seitenemporen. Die ließen nur kleinere Fenster im oberen und unteren Teil zu. Auf dem Altar im Halbrund der Apsis standen ein Kruzifix und vier Leuchter. Die Kanzel befand sich an der rechten Seite neben der Sakristei.
Nach den Beschädigungen des Zweiten Weltkriegs wurde ab November 1955 die Kirche verändert wiederaufgebaut. Die ausgebrannten Emporen wurden entfernt, sodass die bis dahin bestehende Aufteilung der Fenster durch die Emporen entfiel und zwölf große durchgehende gotisch-spitzbogige Fenster geschaffen wurden. Die Farbverglasungen wurden nach Entwurf von Hans-Joachim Burgert zwischen 1957 und 1960 angefertigt. Das Taufkreuz (1970) und die Malerei an der Kassettendecke des Kirchenvorraums (1975) stammen ebenfalls von Burgert. Sie erzählt die Geschichte des Volkes Israel.
Der Altarraum mit reichem Marmorschmuck in der Apsis blieb erhalten. Im ersten Obergeschoss wurde das bis dahin zweigeteilte Haus verändert. Um einen Durchgang zu den Gemeindesälen zu schaffen, wurde der Orgelraum, der ursprünglich bis zur Straßenfront reichte, verkürzt. Dennoch gelang es, eine große Konzertorgel einzubauen. Die Gemeindesäle im ersten Obergeschoss sind mit dem Fahrstuhl erreichbar. Eine durch eine schmiedeeiserne Tür zugängliche Taufkapelle entstand im Raum links neben dem Altar. Die rechte Seite wurde zur Sakristei umgestaltet.
Über dem Altar in Form eines Sarkophags schwebt eine aus Kupferblech getriebene Christus-Figur an einem mit Messingblech beschlagenem Kreuz aus Eichenholz. Die Kanzel am ersten nördlichen Pfeiler trägt ein aus Messing getriebenes Antependium von Waldemar Otto. Hans Joachim Burgert schuf des Weiteren ein Lesepult und Osterleuchter und stattete die Taufkapelle an der Nordseite des Altars aus, deren Wand von den Zwölf Aposteln geziert wird, in der Mitte Jesus Christus in einer Mandorla. 2004 erfolgte die Einrichtung des vom Vorraum abgehenden Kirchencafés.

## Geläut
Das Glockengeläut besteht aus drei Gussstahlglocken, die 1911 vom Bochumer Verein gegossen wurden.
| Glocke | Schlagton | 0Masse0 | Durchmesser | 0Höhe0 | Inschrift                                                                                              |
| ------ | --------- | ------- | ----------- | ------ | --- |
| 1      | cis′      | 1570 kg | 157 cm      | 146 cm | SEHET, WELCH EINE LIEBE HAT UNS DER VATER ERZEIGET, DASS WIR SOLLEN GOTTES KINDER HEISSEN. 1. JOH. 3,1 |
| 2      | e′        | 0940 kg | 139 cm      | 123 cm | WER DEN SOHN GOTTES HAT, DER HAT DAS LEBEN. 1. JOH. 5,12                                               |
| 3      | g′        | 0520 kg | 117 cm      | 103 cm | DER GEIST IST’S, DER DA LEBENDIG MACHT. JOH. 6,63                                                      |

## Orgel
Bei der Orgel handelt es sich um ein Werk der Orgelbauwerkstatt Karl Schuke aus dem Jahr 1958. Sie ersetzte eine Vorgängerorgel von Furtwängler & Hammer, die im Zweiten Weltkrieg zerstört wurde. Nach Erweiterungen in den Jahren 1961 und 1981 sowie diversen Wartungsarbeiten durch die Werkstatt Schuke wurde die Orgel im Jahr 2020 von der Orgelbauwerkstatt Bente technisch und klanglich überarbeitet. Dabei wurden einige Register neu hinzugefügt.
| I Schwellwerk C–g3 |                 |        |
| 01.                | Gedackt         | 08′    |
| 02.                | Flöte           | 08′    |
| 03.                | Gambe           | 08′    |
| 04.                | Schwebung       | 08′    |
| 05.                | Prinzipal       | 04′    |
| 06.                | Blockflöte      | 04′    |
| 07.                | Octavin         | 02′    |
| 08.                | Sesquialtera II |        |
| 09.                | Nasat           | 02 ⁄3′ |
| 10.                | Scharff III–IV  |        |
| 11.                | Dulzian         | 16′    |
| 12.                | Oboe            | 08′    |
|                    | Tremulant       |        |

| II Hauptwerk C–g3 |             |        |
| 13.               | Bordun      | 16′    |
| 14.               | Prinzipal   | 08′    |
| 15.               | Rohrflöte   | 08′    |
| 16.               | Oktave      | 04′    |
| 17.               | Spitzflöte  | 04′    |
| 18.               | Quinte      | 02 ⁄3′ |
| 19.               | Oktave      | 02′    |
| 20.               | Mixtur IV–V |        |
| 21.               | Waldflöte   | 02′    |
| 22.               | Trompete    | 08′    |

| III Brustwerk C–g3 |             |        |
| 23.                | Holzgedackt | 08′    |
| 24.                | Rohrflöte   | 04′    |
| 25.                | Rohrnasat   | 02 ⁄3′ |
| 26.                | Prinzipal   | 02′    |
| 27.                | Oberton III |        |
| 28.                | Flageolett  | 01′    |
| 29.                | Cymbel III  |        |
| 30.                | Vox humana  | 08′    |
|                    | Tremulant   |        |

| Pedal C–f1 |                 |     |
| 31.        | Prinzipal       | 16′ |
| 32.        | Subbaß          | 16′ |
| 33.        | Oktave          | 08′ |
| 34.        | Gedackt         | 08′ |
| 35.        | Oktave          | 04′ |
| 36.        | Rohrpommer      | 04′ |
| 37.        | Nachthorn       | 02′ |
| 38.        | Rauschpfeife II |     |
| 39.        | Mixtur IV       |     |
| 40.        | Posaune         | 16′ |
| 41.        | Trompete        | 08′ |
| 42.        | Schalmei        | 04′ |
|            | Tremulant       |     |

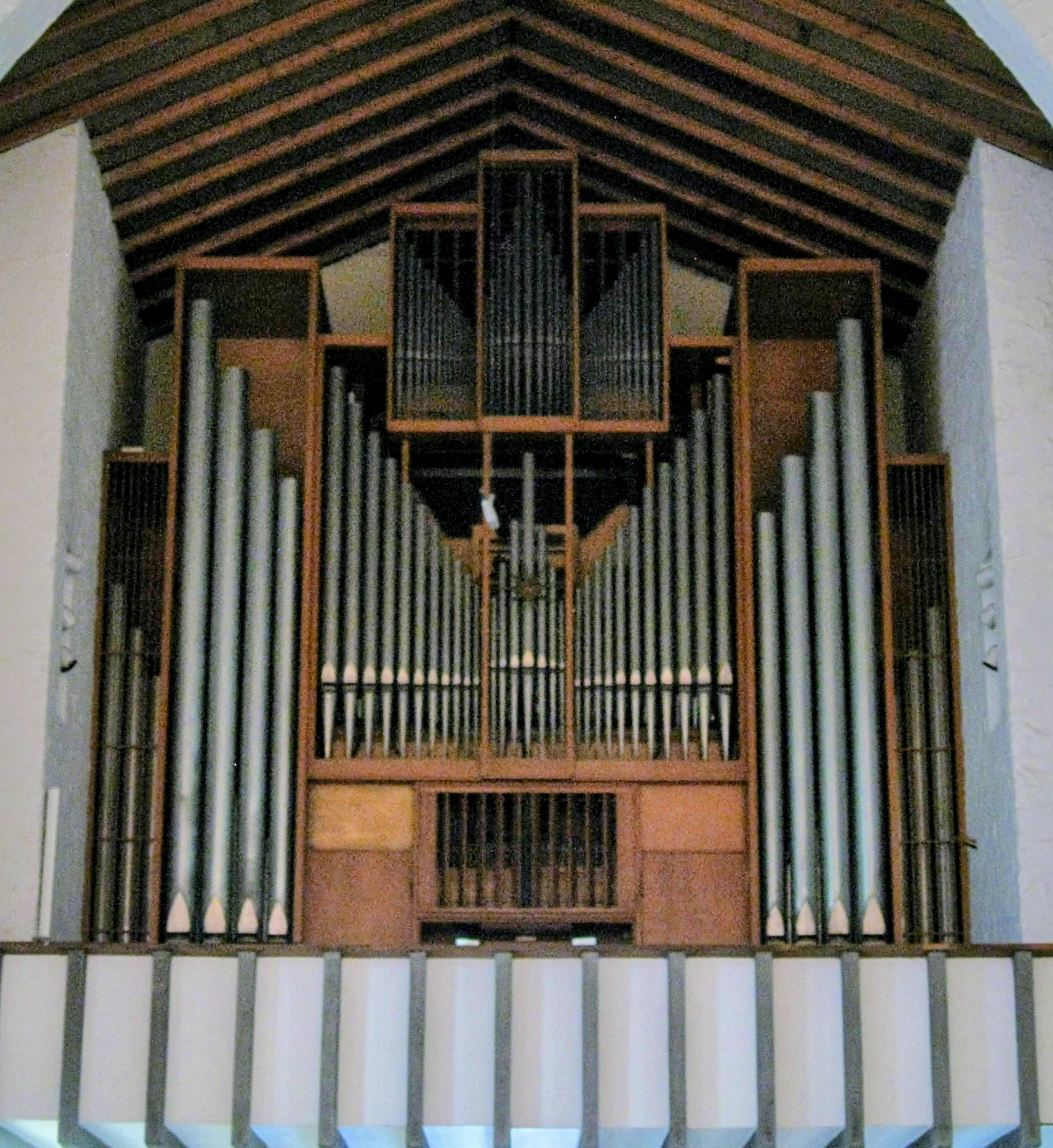
Schuke-Orgel

- Koppeln: I/II, III/II, III/I (elektrisch), I/P, II/P, III/P (mechanisch)
- Zimbelstern, Glockenspiel